# Parchimer Landwehr

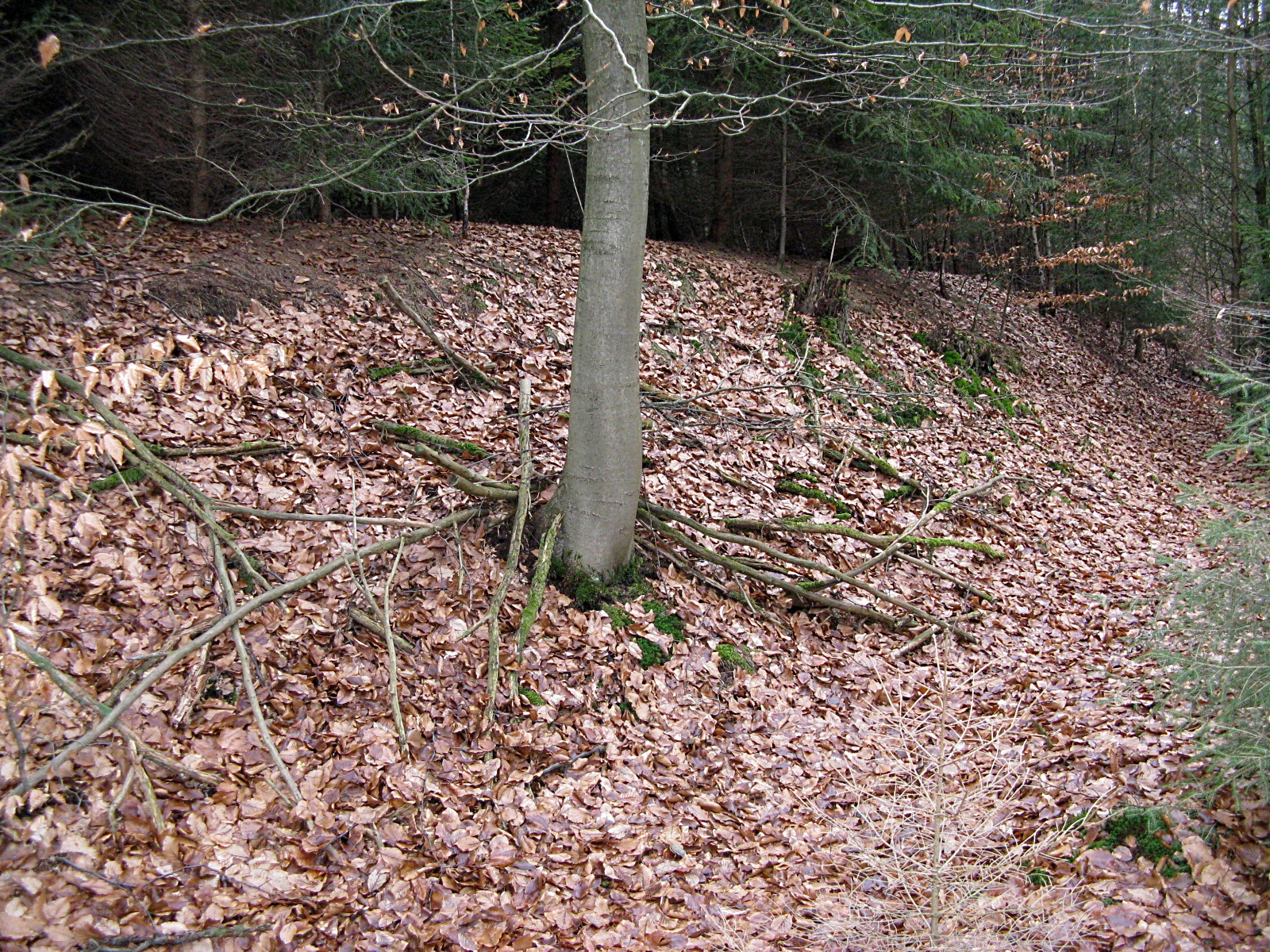
Erdwall der Parchimer Landwehr bei Kiekindemark

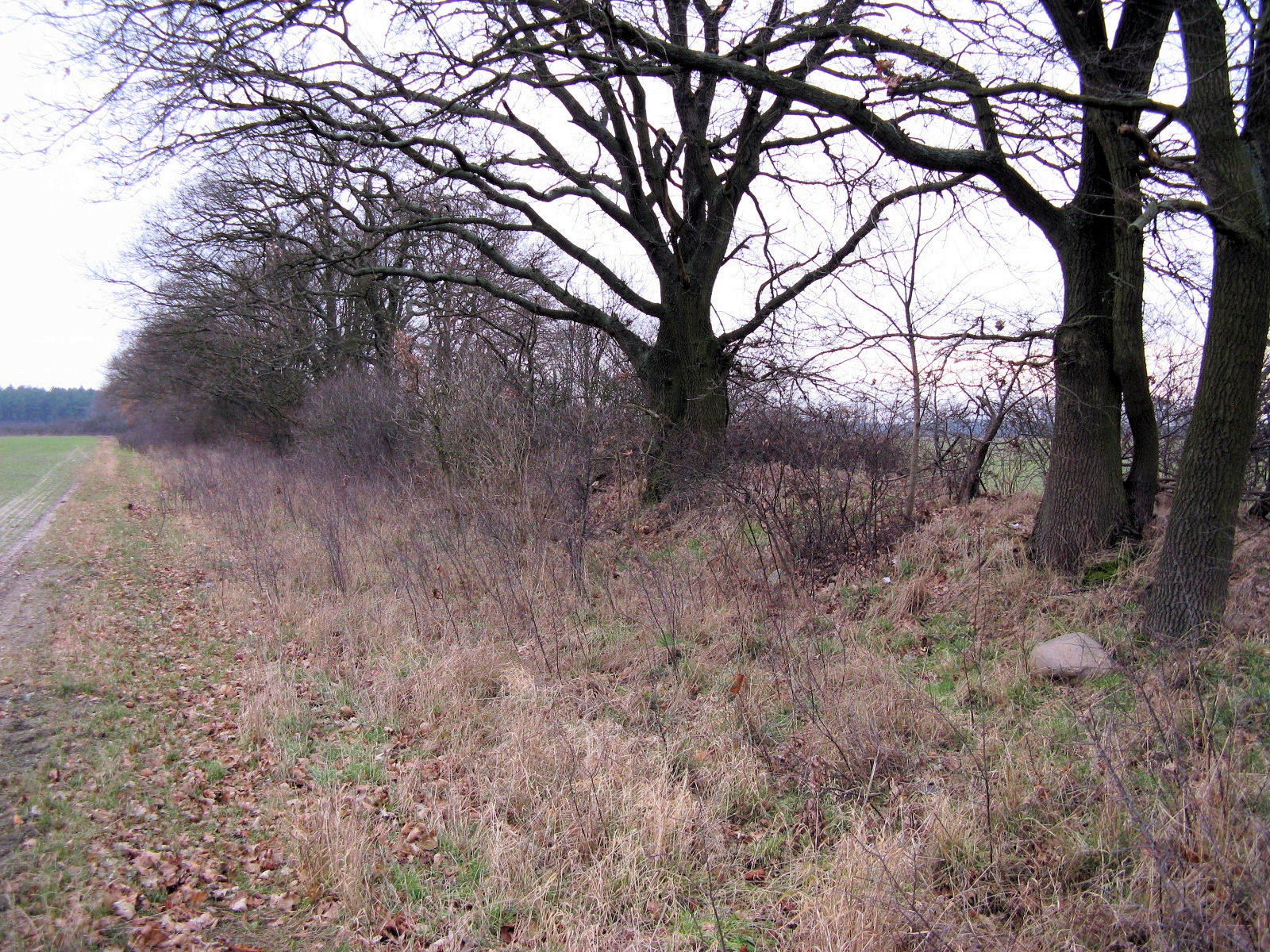
Landwehr östlich von Spornitz

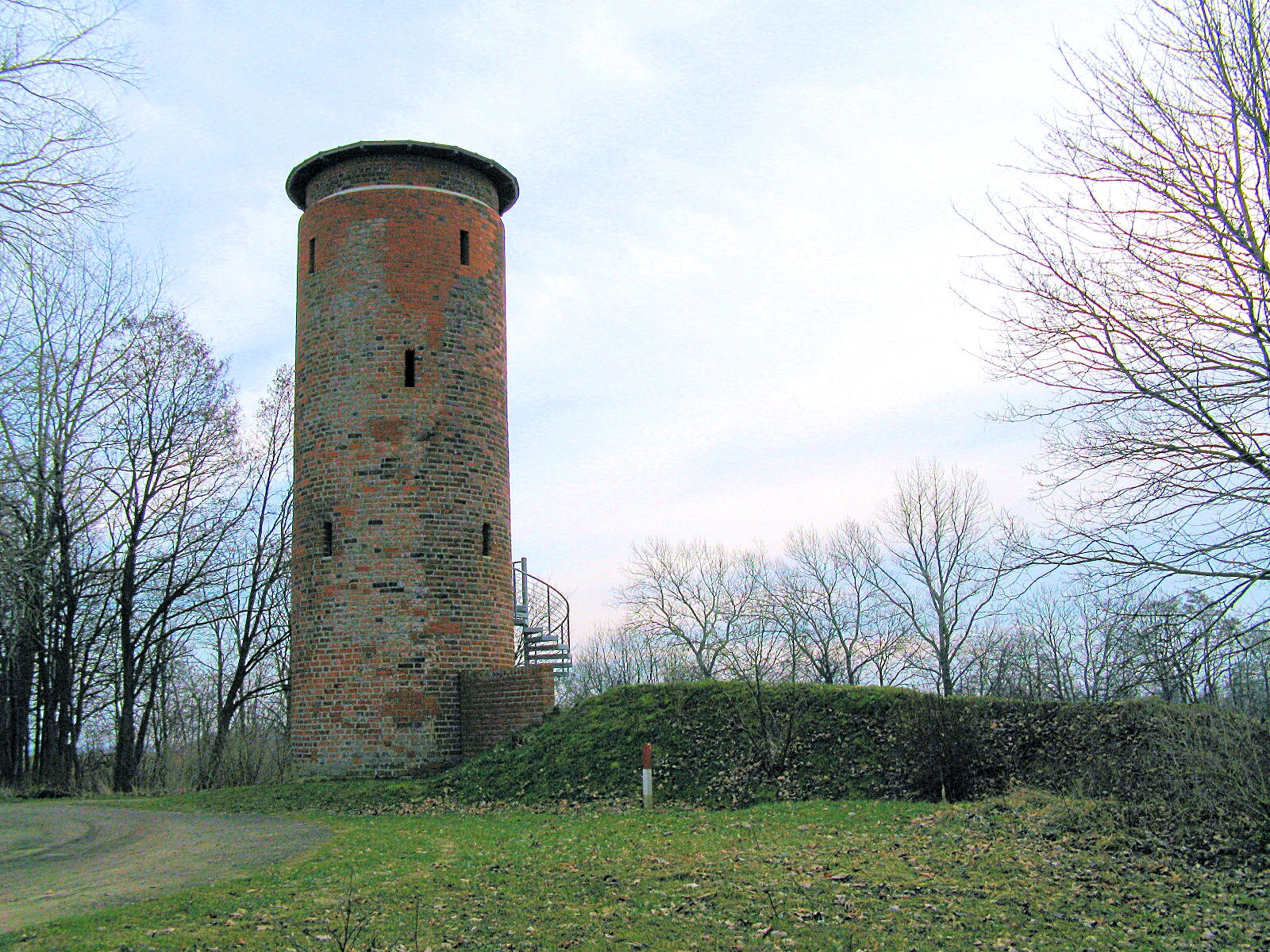
Wartturm bei Stralendorf mit Erdwall

Die Parchimer Landwehr war der äußere, spätmittelalterliche Grenzsicherungsring um die mecklenburgische Stadt Parchim aus dem 14. Jahrhundert. Größere und gut erhaltene Reste sind heute noch südlich von Parchim beim Ortsteil Kiekindemark, bei Spornitz und im Norden des Stadtgebiets in Gestalt von bewachsenen Erdwällen zu erkennen. Bestandteil war zudem der heute denkmalgeschützte Wartturm bei Stralendorf, als nördlicher Durchlass der Landwehr.

## Geschichte
Die Entstehung der Landwehr wird auf die Zeit nach 1366 geschätzt. Sie bestand aus weiträumig um die Stadt Parchim aufgeschütteten Erdwällen, die eine Höhe von drei bis fünf Metern und eine Breite von acht bis zehn Metern besaßen. Die Wälle waren meist mit dichtem, oft dornigem Gebüsch bepflanzt. Beidseitig waren Erdgräben vorgelagert.
Die Parchimer Landwehr diente dem Schutz der Stadt. Sie war der äußere Ring der mittelalterlichen Stadtverteidigungs- und Grenzsicherungsanlagen in Parchim. Durch die bewachsenen Erdwälle wurde vor allem das Forttreiben der in der Feldmark der Stadt weidenden Viehherden durch Raubritter und Diebe erschwert und verhindert. Noch bevor eine Herde den Wall mit seinen Gräben überwand, konnten die Stadtwache oder die Parchimer Bewohner den Ort des Geschehens erreichen und ihre Viehbestände schützen.

## Erhaltene Reste
Reste der Erdwälle sind südlich, westlich und nördlich der Stadt Parchim erhalten. Unter anderem durch Erosion bestehen diese heute nicht mehr in den damaligen Ausmaßen.
Ein etwa 6,7 Kilometer langer Wall zieht sich von den Sonnenbergen beim Parchimer Ortsteil Kiekindemark hindurch in nördlicher Richtung bis in den Nordosten von Spornitz. Bei Kiekindemark ist der Erdhügel heute dicht mit jungem Wald bewachsen. Der vorgelagerte Graben ist noch deutlich zu erkennen. Nach Norden trennt der mit Laubbäumen und Gestrüpp bewachsene Wall Ackerflächen und er wird von der Bundesstraße 191 sowie der Bahnstrecke Parchim–Ludwigslust durchlaufen.
Südlich von Kiekindemark bis hin zur Gemeindegrenze von Groß Godems zieht sich ein weiterer Rest der Landwehr, der etwa 1,8 Kilometer lang ist.
Im Norden, an der Gemeindegrenze zwischen Parchim und Rom, teilt ein erhaltener Erdwall Ackerflächen zwischen der Landesstraße 16 nach Mestlin und dem Roten Bach auf einer Länge von etwa 3,2 Kilometern. Auf dieser Strecke, bereits auf dem Gemeindegebiet von Rom, steht auch der heute denkmalgeschützte Wartturm am nördlichen Durchlass der Parchimer Landwehr. Der zuerst als Steinburg bezeichnete Turm mit Schießscharten diente Beobachtungs- und Verteidigungszwecken. Bei Gefahr konnte die Stadtwache im ehemaligen Wockertor per Licht- oder Lautzeichen informiert werden. Das Bauwerk wird seit Beginn des 19. Jahrhunderts Fangelturm genannt, fand also auch eine Nutzung als Gefängnis. Der runde Backsteinturm ist eines der ältesten erhalten gebliebenen weltlichen Bauwerke in Mecklenburg.
Beispiele für erhaltene Reste, die von öffentlichen Verkehrswegen aus leicht zugänglich und/oder einsehbar sind:
| Ort                                          | Verkehrsweg                     | sichtbare Objekte                                              | Koordinate                        |
| -------------------------------------------- | ------------------------------- | -------------------------------------------------------------- | --------------------------------- |
| Ackerfläche zwischen Parchim und Stralendorf | nahe der Landesstraße 16        | bewachsener Erdwall und Fangelturm (ehem. Steinburg, Wartturm) | 53° 27′ 34,5″ N, 011° 54′ 17,9″ O |
| Ackerfläche östlich von Spornitz             | Bahnstrecke Parchim–Ludwigslust | bewachsener Erdwall zu beiden Seiten                           | 53° 25′ 01,0″ N, 011° 44′ 40,6″ O |
| Ackerfläche östlich von Spornitz             | Bundesstraße 191                | bewachsener Erdwall zu beiden Seiten                           | 53° 24′ 52,0″ N, 011° 44′ 42,5″ O |
| Wald im Süden von Kiekindemark               | Kreisstraße 58 nach Stolpe      | bewaldeter Erdwall mit vorgelagertem Erdgraben                 | 53° 23′ 29,1″ N, 011° 46′ 47,9″ O |